# Fernando Gabriel Vougado Ribeiro
Fernando Gabriel Vougado Ribeiro, noto semplicemente come Fernando Gabriel (Eldorado, 11 maggio 1988), è un ex calciatore brasiliano, di ruolo centrocampista.

## Palmarès

### Club

#### Competizioni statali
- Campionato Paraense: 1

Paysandu: 2017